# عبد الإله الفضل
عبد الإله محمد الفضل لاعب كرة قدم سعودي من مواليد 26 مارس 1992 يلعب في نادي المزاحمية.

## مسيرة اللاعب
كانت بداياته مع نادي الهلال ، حقق مع نادي الهلال بطولة كأس الملك 2015. و اعاره الهلال إلى نادي نجران لمدة سنة في عام 2015 و لعب بعدها مع نادي الشعلة ونادي الجيل ونادي البكيرية ونادي نجران ونادي السد ونادي الأنوار ونادي الكوكب ونادي المزاحمية.

## روابط خارجية
- عبد الإله الفضل على موقع Soccerway.com (الإنجليزية)
- عبد الإله الفضل على موقع كووورة